# 天主教卡拉沃索總教區
天主教卡拉沃索總教區（拉丁語：Archidioecesis Calabocensis）是委內瑞拉一個羅馬天主教教省總教區，下轄兩個教區。是該國九個總教區之一。
1863年3月7日設教區，屬加拉加斯總教區。1995年6月17日升為總教區。
總教區位於瓜里科州西部，2006年有教友519,000人（佔轄區總人口92.7%）、廿四個堂區、廿六名司鐸。現任總主教為曼奴埃爾·斐理伯·迪亞斯·桑切斯。